# Dorfkirche Woosten

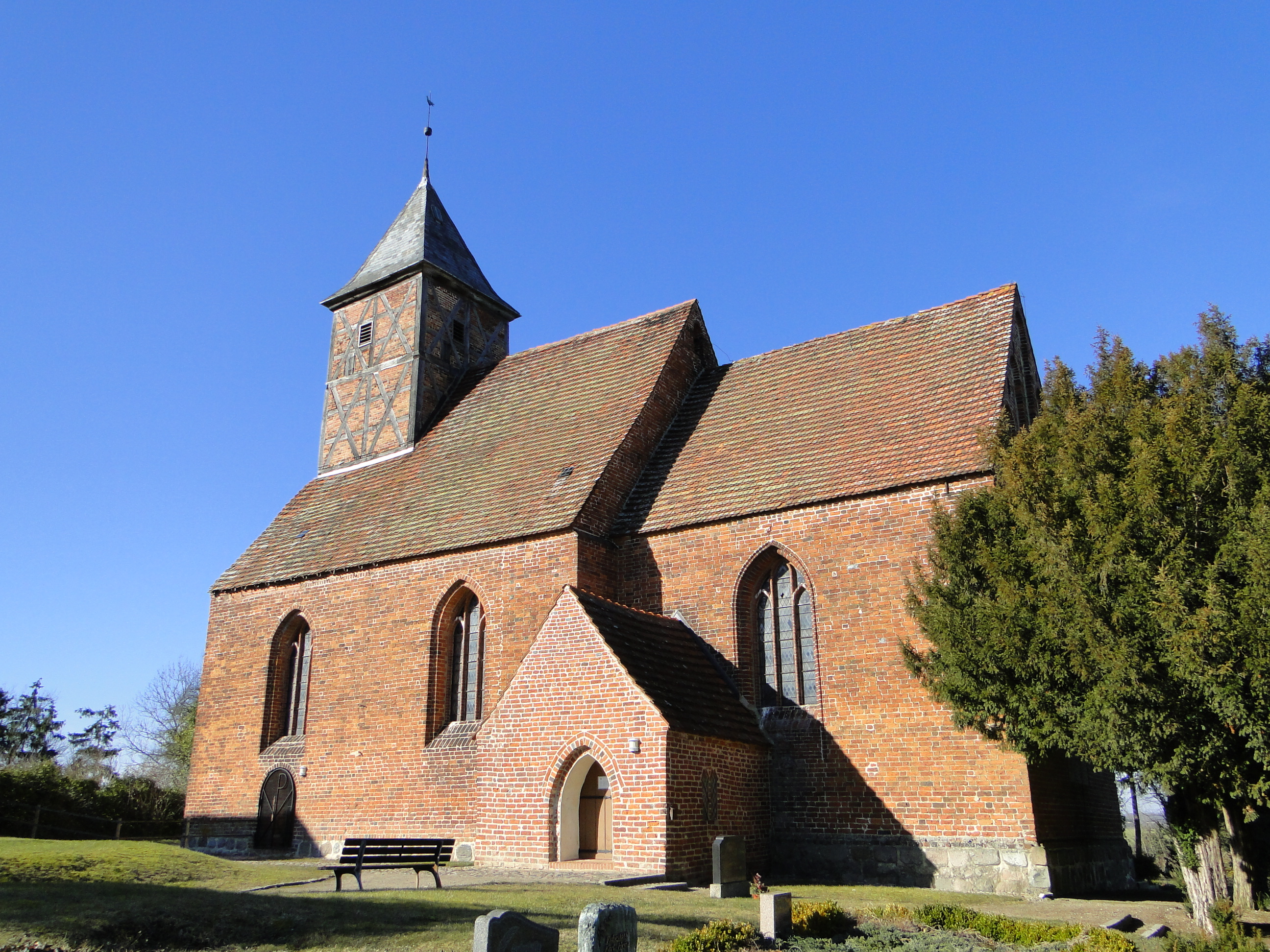
Dorfkirche Woosten (2015)

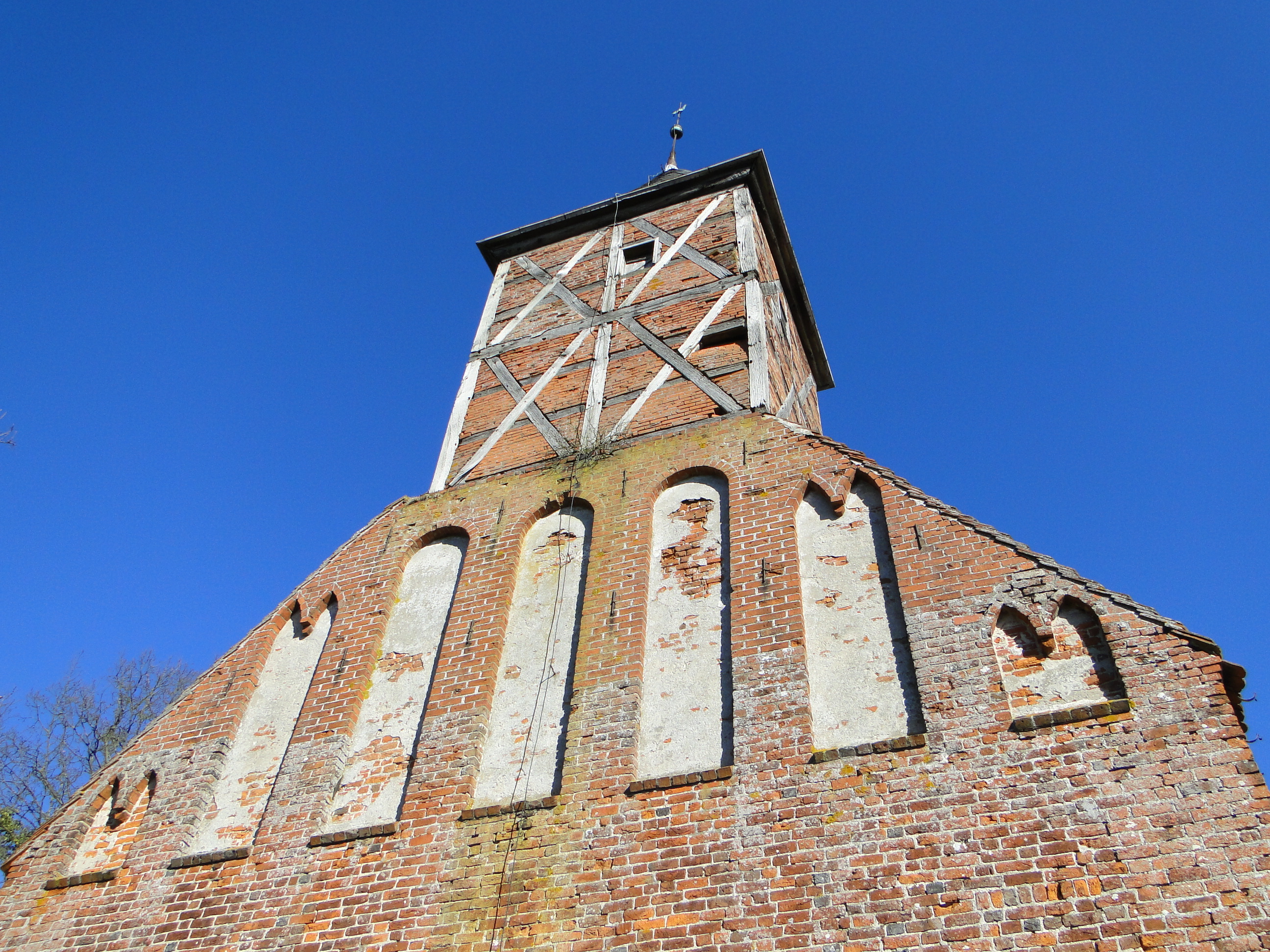
Westgiebel mit Fachwerkturm (2015)

Die Dorfkirche Woosten ist eine frühgotische Backsteinkirche aus dem 13. Jahrhundert im Ortsteil Woosten der Stadt Goldberg im Landkreis Ludwigslust-Parchim in Mecklenburg-Vorpommern.

## Baugeschichte
Im Verzeichnis der Pfarrlehen und Kirchen des Schweriner Stiftssprengels wurde Wutzen schon 1234 zum Archidiakonat des Benediktinerklosters Dobbertin gehörig erwähnt. Weitere urkundliche Erwähnung, auch im Rostocker Stadtbuch, findet Woosten 1269 durch das Testament des Gärtners Johann Friese, der dort der Kirche in Woceten einen Beitrag von vier Solidas hinterlässt. Demnach muss die Kirche als ritterschaftliche Gründung der Familie von Woosten schon 1269 im Bau gewesen sein. Von 1296 gehörte Woosten mit den umliegenden Dorfschaften zu den Besitzungen des pommerschen Zisterzienserkloster Neuenkamp, wo es bis 1455 verblieb. Danach kam das Archidiakonat wieder zum Kloster Dobbertin mit seinem Propst Nicolaus Behringer.
Die Bauherrschaft der Pfarre und Kirche Woosten war eine ritterschaftliche Gründung der Familie von Woosten. Die Familie hatte dort ihren Stammsitz und deckte mit ihrem Sprengel ihre Besitztümer ab. Schon 1307 wurde ein Geistlicher Johann von Woosten als Kirchherr zu Woosten genannt.
Am Dachwerk des Kirchenschiffes wurden Ende des 14. Jahrhunderts die erste größeren Reparaturen vorgenommen. Die dendrochronologische Datierung der Balkenlage im Schiffdachwerk ergab eine Erneuerung der gesamten Balkenlage 1398.
Mitte des 16. Jahrhunderts halten sich die von Grabow weiter in Woosten auf und hatten das Kirchenpatronat. Nachdem Elar von Grabow 1607 verstorben war, musste 1649 Johann von Grabow seine Güter in Woosten, Finkenwerder und Klein Poserin aufgeben. Mit der Verpfändung des Grabow’schen Familienbesitzes Ende des Dreißigjährigen Krieges ging auch das Kirchenpatronat 1649 an den Kommandanten Major Christoph Trappmann und Anna Sophia, die Witwe Jürgen von Linstow. Im Kirchenvisitationsprotokoll von 1649 wird die Kirche so beschrieben: „Die Kirche ist wohl gebauet, und ein gutes Gebeude, das Chor gewelbet, und sonsten des übrige mit einem guten brettern Boden übergeleget, auf dem Thurmb eine schöne lange Spitz mit Spohn gedeckt, der Predigtstuel, Altar und Taufstein sind guth, das Kirchen Tach aber wetwas unduchtig und wollen es die Patroni reparieren lassen.“ Auch 1662 wird im Visitationsprotokoll die Kirche als „im ziemlichen Stande, das Chor gewelbet, das übrige mit Brettern zugelegt“ beschrieben. Das Kirchendach war immer noch undicht, der Turm mit Holzschindeln gedeckt und das gesamte Gestühl im Kriege verbrannt.
Im 17. und 18. Jahrhundert gab es mehrfach Ausbesserungen in der Dachkonstruktion und am Turm.
So 1667 am Dachwerk des Chores. 1719 wurden zur Verstärkung der Dachkonstruktion sogar zwei neue Deckenbalken eingebaut. Der jetzige zweistöckige Fachwerkturm, der aus dem Dach herausragt, wurde erst 1774 errichtet. Die zum Andreaskreuz ausgebildeten Streben aus Eiche wurden im Winter 1773/74 gefällt. Deutlich älter aber ist der Glockenstuhl. Die Eichenständer der Unterkonstruktion stammen nach Dendroproben von 1590 ±10.
Als 1673 Hauptmann a. D. Trappman in Wendisch Waren einen Bauern erschoss und flüchtete, übernahm Levin Heinrich von Linstow Woosten. Erst 1681, als die Kirche sehr baufällig war, schien man notdürftige Reparaturen durchzuführen. 1698 soll Georg von Linstow, Braunschweig-lüneburgischer Oberst und Kommandeur der Festung Hamburg Besitzer der Güter in Woosten und Diestelow im Amt Goldberg gewesen sein. 1707 erwarb dann der Goldberger Amtshauptmann Christoph Hans von Grabow Woosten wieder zurück und 1726 war Friedrich Wilhelm von Grabow Erbherr auf Woosten und Patron der Kirche. 1721 ging Woosten an die von Plessen und 1752 vom Kammerherrn Engelke von Plessen an die Herzogliche Kammer.
Am 11. Juni 1781 schrieb Pastor Hane an den Herzog: „Das Dach der hiesige Kirche fängt an, sehr schadhaft zu werden, und wird demselben diesen Sommer nicht abgeholfen, so wird der Schaden noch größer.“ Am 3. August 1781 kam der Zimmerermeister Lufft aus Güstrow zur Besichtigung und stellte dafür eine Rechnung von 4 Taler und 32 Schillinge. Dazu fertigte er einen Kostenvoranschlag und eine colorierte Zeichnung. Im März 1782 klagte dann der Pastor über die nicht durchgeführten Reparaturen, die 1783 nochmals genehmigt wurden. Nun war auch die Reparatur der Fenster im Gespräch, doch der Herzog lehnte vorerst eine Finanzierung mit der Begründung ab: „Die Zahl der Fenster sei zu groß angegeben, daß die Absicht dahin zu gehen scheine, die gesamte Kirche mit neuen Fenstern zu verzieren.“
Während der Amtszeit von Pastor Johann Christoph Carl Zander gab es erhebliche Verbesserungen in der Kirche. Nachdem 1838 beide Glocken wieder läuten konnten, kam es von 1841 bis 1843 im Kircheninnern erneut zu Veränderungen bis hin zur Ausmalung und 1859 zur Anschaffung einer Orgel. Die Verschönerungen im Kircheninnern betrafen den Bau von drei neuen Stühlen für den Hof Woosten, für den Holländer und die Kirchenjuraten rechts vom Altar aus. Dazu kamen noch 17 neue Kirchenstühle zu beiden Seiten des Mittelschiffs. 1842 wurden durch starken Wind Mauerziegel aus den Gefachen des Fachwerkturmes gerissen und fielen auf das Kirchendach, deren Schäden erst drei Jahre später nach heftiger Kritik durch Großherzoglicher Kammer an der Goldberger Behörde erledigt wurden. Am 15. April 1850 brannte das Pfarrhaus ab.
Von 1878 bis 1880 gab es weitere Reparaturen, da die Kirche inzwischen wieder „einen verfallenen Eindruck machte“. Als der Kirchturm 1912 beim Läuten der Glocken sichtbar schwankte, waren die Reparaturen am Fachwerk doch recht aufwendig.

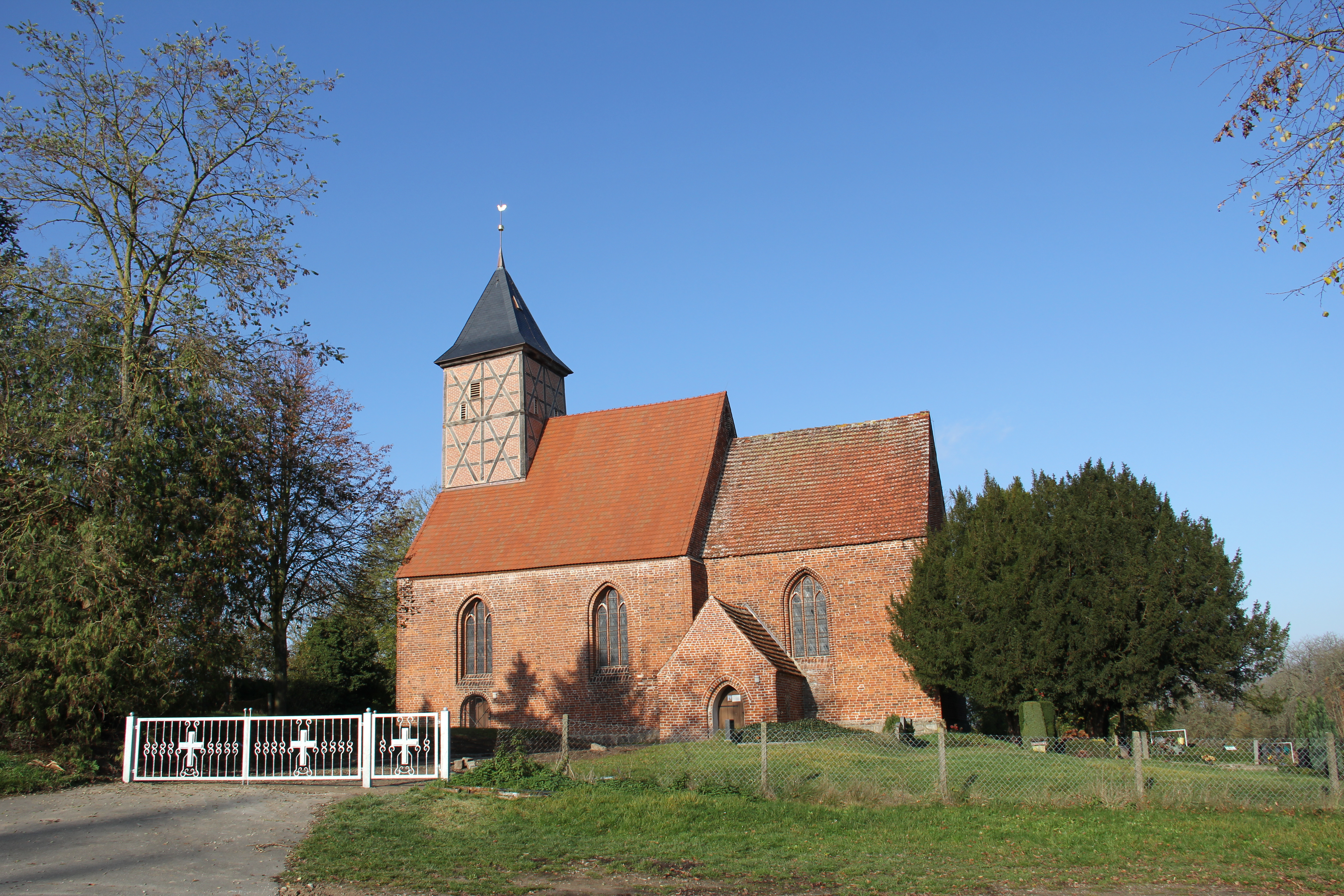
Nach der Sanierung November (2019)

Nachdem Pastor Bosinski die Pfarre Woosten Anfang 1945 in Richtung Güstrow verlassen hatte, war die „herrenlose“ Pfarre nach Kriegsende arm und wüst geworden. „Im Pfarrhaus wohnten nun 12 Familien, darunter sieben Siedler. Die Fenster waren mit Brettern vernagelt, die Dächer undicht und der Wohnraum verschmutzt, alles war verfallen und wimmelte von Vieh, Dunk und Schmutz, nur der Kirchenraum wurde nicht geschändet.“
In den Jahren 2000 bis 2003 erfolgten notwendige, bisher immer nur kleine Sicherungs- und Sanierungsarbeiten am Dach, dem Fachwerkturm, der Sakristei und den Fassaden. Die Dächer und die Holzkonstruktion vom Turm, Kirchenschiff, Chor und Anbau befanden sich weiter in einem schlechten Zustand. Mit der Planung und Bauleitung wurde das Parchimer Architekturbüro Lemke-Uphaus beauftragt. Das statische Sicherungskonzept erarbeitete Herr Holger Hacker, das Holzschutzgutachten Herr Jörg Baschista und die bauhistorische Untersuchung der gesamten Kirche mit Bauaufnahme und Schadenskartierung Herr Ralf Gastzky, alle aus Schwerin. Die umfangreichen Bauarbeiten am Turm und den Dächern wurden von 2018 bis 2019 durchgeführt. Der Turmhelm wurde am 13. März 2019 mit Kugel und Wetterhahn abgenommen und danach ebenerdig erneuert.
Am 15. April 2019 konnte der sanierte Turmhelm mit Schieferdeckung wieder auf den Turm gesetzt werden.

## Baubeschreibung
Die Kirche zu Woosten gehört zu einer der ältesten Kirchen, die von der Formsprache der Viertelstabgotik in Mecklenburg geprägt wurden. In Woosten sind es die als Kantenprofil für die Fenstergewände und für das Priesterportal verwendeten Formsteine. Auch bei der Stadtkirche Goldberg ist die Abfolge zu sehen.

### Äußeres

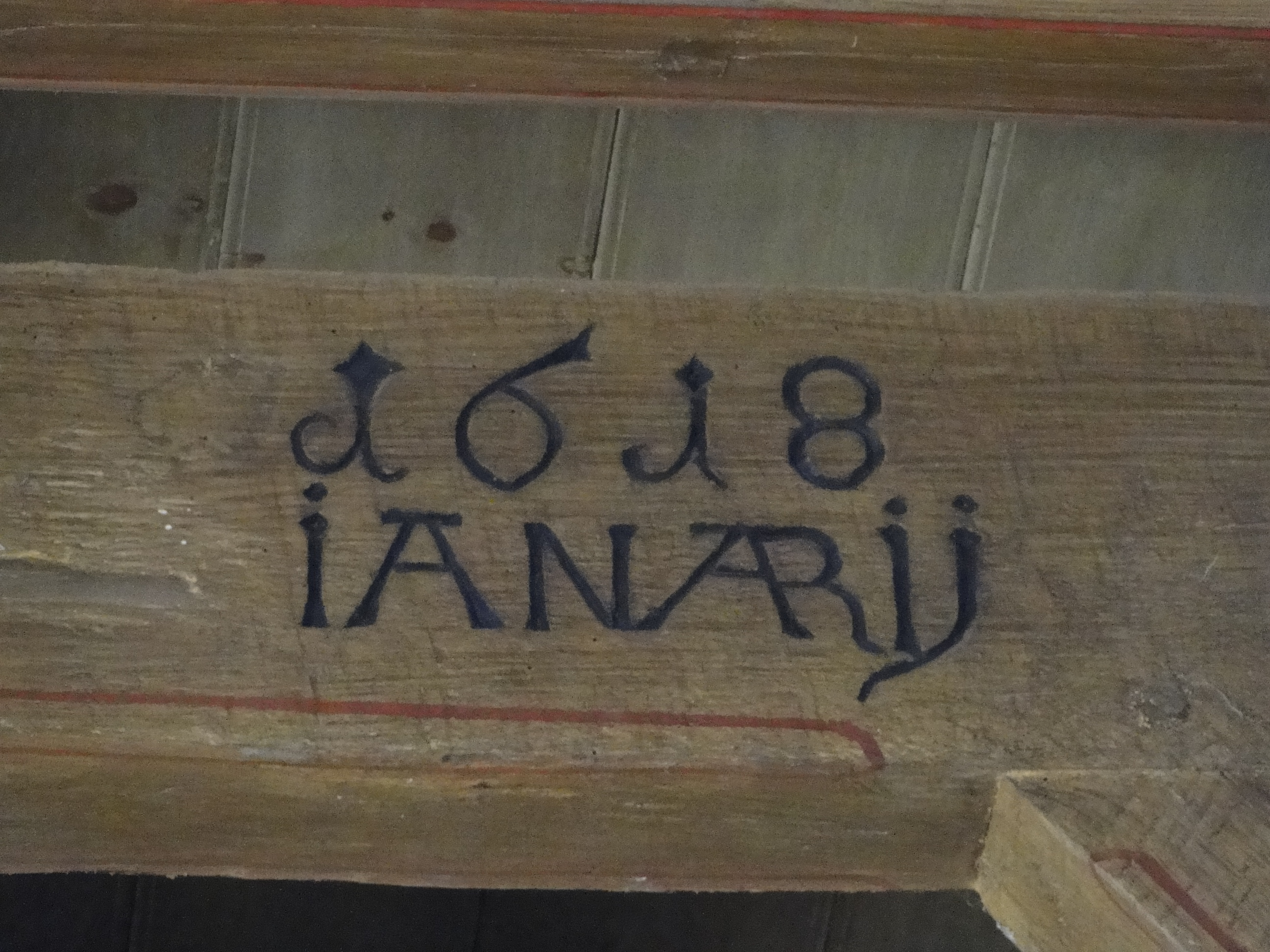
Deckenbalken Inschrift zum Fachwerkturm (2013)

Bei der Kirche handelt es sich um einen schlichten strebepfeilerlosen Backsteinbau mit Feldsteinsockel, der in zwei Bauphasen als einschiffiger Saalbau errichtet wurde. Der rechteckige Chor mit seinem Kreuzrippengewölbe ist mit den dendrochronologisch zwischen 1303/1305 datierten Dachwerk als ältestes Bauteil der Kirche 106 fertiggestellt worden.
Das Langhaus wurde 1311 fertiggestellt. Der geplante Weiterbau des Langhauses wurde durch die angelegte Zahnung des Mauerverbandes am Langhausgiebel mit vorbereitet, wie die Baunaht deutlich erkennen lässt. Der West- und Ostgiebel sind mit gekuppelten Zwillingsblenden verziert. Am Ostgiebel sind das Rundbogenblenden. Die Mauerkronen von Chor und Schiff sind außen mit einem einfachen Mauersims aus zweifach gestuften Ziegeln versehen.
Die Satteldächer vom Chor und vom Langhaus sind mit handgefertigten Biberschwanzdachziegeln in Kronendeckung eingedeckt. Die zwei dreibahnigen Spitzbogenfenster mit verbleitem Rautenglas an der Nord- und Südseite des Langhauses sowie je ein Fenster am Chor wurden im gotischen Stil ausgeführt. Die Stufenportale weisen ebenfalls eine Mischform aus gotischen und romanischen Elementen auf. Die Priesterpforte an der später angebauten Vorhalle auf der Südseite des Chores ist mit Rundstabprofilen versehen.
Der Fachwerkturm an der Westseite des Kirchenschiffes gliedert sich in vier Bauteile. Die Unterkonstruktion aus vier mächtigen achteckigen Eichenholzständern, die mittlere Rahmenkonstruktion, die zweistöckige Fachwerkkonstruktionen mit dem Pyramidenhelm und die eigenständige Glockenstuhlkonstruktion. Laut Inschrift in einem Querbalken zwischen den östlichen Ständern stammt die Unterkonstruktion des Turmes von 1618. Bisher wird angenommen, dass diese Jahreszahl die Fertigstellung der jetzigen Turmkonstruktion angibt. Dendrochronologischen Untersuchungen ergaben, dass der jetzige zweistöckige Fachwerkturm erst 1774 errichtet wurde. Das Zeltdach des Turmhelms hat eine Schieferdeckung.

### Inneres
Das Dachwerk des Kirchenschiffes und des Chores sind ein kreuzverstrebtes Kehlbalkendach mit Kehl- und Hakenbalken. Der hochstehende Kehlbalken ist ein Zeichen dafür, dass das Kirchenschiff ursprünglich auf Wölbung ausgelegt war. Das Dachwerk aus Eichenholz besteht aus 13 Gebinden und ist mit Symbolabbundzeichen versehen, die in Mecklenburg bis 1330 verwendet wurden.

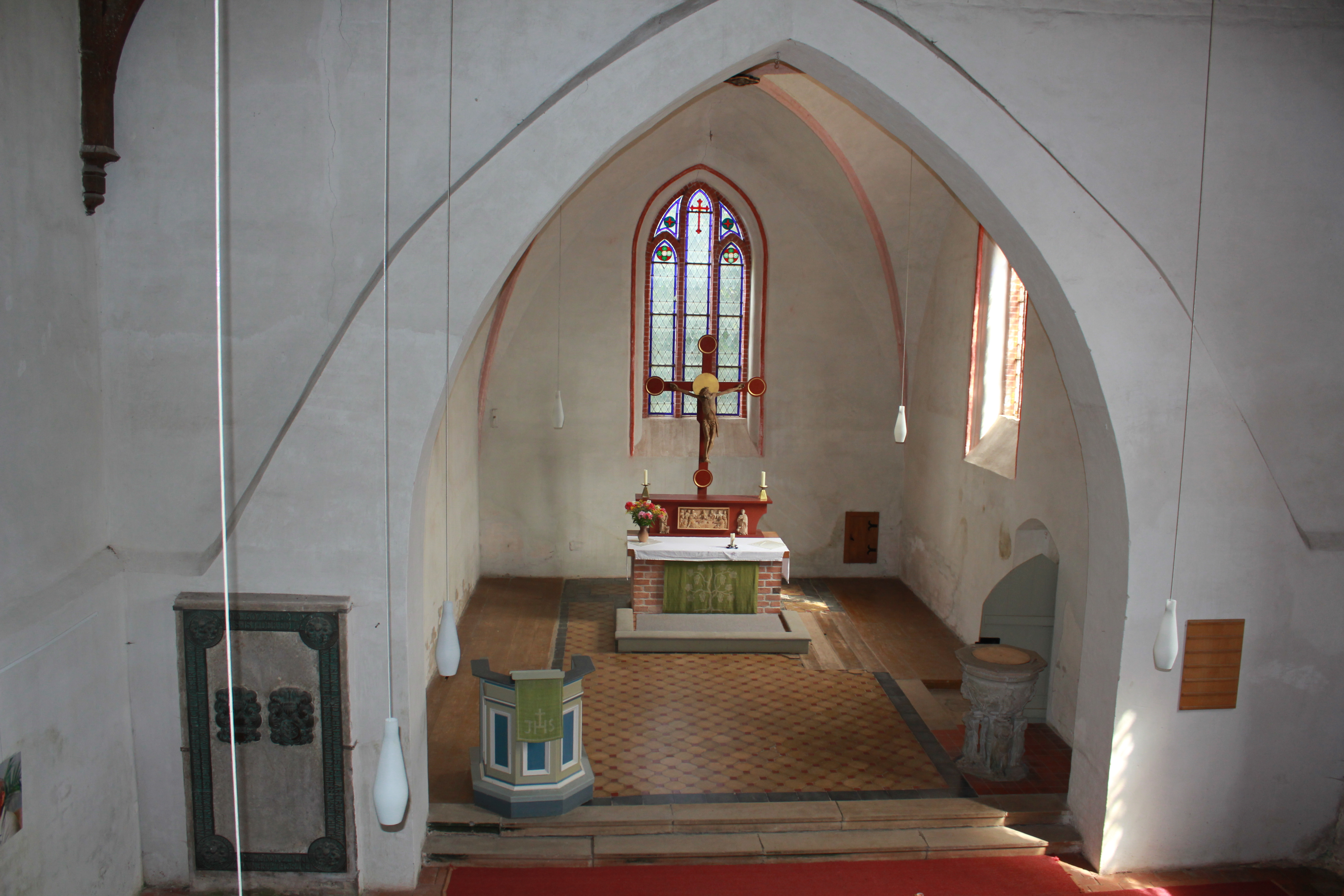
Chor mit Altar (2013)

Das Kirchenschiff hat eine flache Holzbalkendecke mit Bretterschalung. Die Querbalken liegen auf den Seitenwänden auf und werden zusätzlich durch geschwungene und verzierte Kopfbänder gesichert.
Die Orgelempore wird mittig von vier achtseitigen Holzsäulen mitgetragen. An der Westseite der Orgelempore hängt ein Epitaph von 1669 der Familie Levin Heinrich von Linstow und seiner am 4. Mai 1669 gestorbenen ersten Frau Maria Dorothea, geb. von Zülow. Eingerahmt wird die Inschrift von Wappen der hier einst ansässigen und mit der Familie von Linstow verwandten Familien. Viele Wappen und die dazugehörige Beschriftung sind nicht mehr zu entziffern.
1880 wurde die Kirche umfassend renoviert. Doch der neue schlanke neugotische Kanzelaltar verdunkelte nun das Ostfenster und die steinsichtige Ausmalung des Chors bis in Brüstungshöhe gab dem Kirchenraum einen eigenartigen Eindruck. Der Taufstein stand mittig vor dem Altar und beidseitig das Patronats- und Pastorengestühl. Die Grabplatte von 1607 vor dem Altar wurde entfernt und an der nördlichen Seite des Triumphbogens angebracht. Das Gestühl im Kirchenschiff hatte keinen Mittelgang mehr.
Die auch in Mecklenburg weitverbreitete Unsitte, bei Renovierungen aus gotischen Dorfkirchen die neugotischen Ausstattungsstücke zu entfernen, geschah nach 1960 auch in Woosten. Der Rostocker Maler und Restaurator Lothar Mannewitz machte am 19. November 1959 einen radikalen Vorschlag zur neuen Ausgestaltung der Kirche. Der Kanzelaltar mit beiden seitlichen Durchgängen wurde abgebrochen, das Chorgestühl aus dem Altarraum entfernt und das mit Ölfarbe überstrichene Triumphkreuz von der Nordwand abgenommen. Der Einspruch des Instituts für Denkmalpflege vor Beginn der Arbeiten 1961 bewirkte, dass der Kanzelkorb und Altarkreuz erhalten blieben.
Doch die neugotische Innenausstattung wurde nahezu vollständig ausgetauscht und der Altar wurde neu gestaltet. Das Kanzelpult mit dem jetzigen Farbanstrich steht nun an der nördlichen Altarseite. Die Kirchweihe nahm am 8. April 1962 der Landesbischof Niklot Beste vor.

#### Altar
In der jetzigen Form befindet sich der Altar seit 1962. Der Altartisch wurde als Block mit Ziegelsteinen gemauert und auf ihm steht in neuer Rahmung ein geschnitztes Abendmahlrelief aus dem 17. Jahrhundert. Daneben stehen als Vollfiguren der Evangelist Lukas und Johannes. Über den Altartisch erhebt sich ein Triumphkreuz mit einem aus Eiche geschnitzten Christuskörper, wohl 14. Jahrhundert. Es stammt noch aus der Entstehungszeit der Kirche und hing einst im Triumphbogen zwischen dem Chor und dem Kirchenschiff.

#### Tauffünte

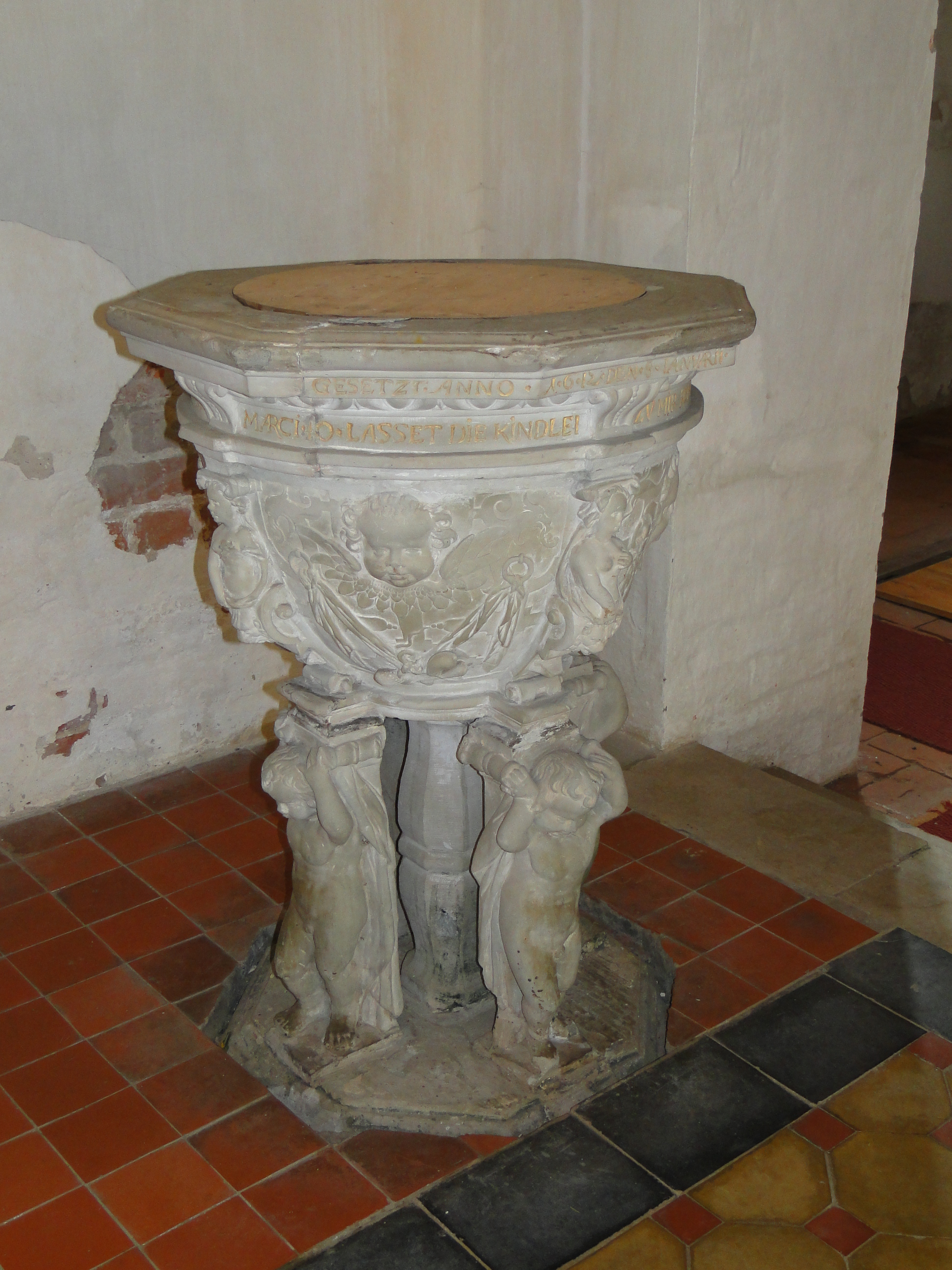
Taufstein von 1612 (2013)

Die Ende des 16. Jahrhunderts in namhaften Werkstätten entstandenen Taufsteine von hoher künstlicher Qualität wurden meist von adligen Kirchenpatronen in Auftrag gegeben, so auch in Woosten. Dieser 1612 in der Wismarer Werkstatt des niederländischen Bildhauers Philipp Brandin in gröberer Ausführung entstandene Taufstein aus Sandstein hat unzweifelhaft die Handschrift eines weniger talentierten Bildhauers, denn 1612 waren bereits alle bekannten Meister verstorben. Als Vorläufer können die beiden in der Brandin-Werkstatt geschaffenen Taufsteine für die Dobbertiner Klosterkirche und für den Güstrower Dom angesehen werden. 1586 stiftete der Hofmarschall und Klosterhauptmann Joachim von der Lühe den Dobbertiner und 1592 der mecklenburgische Herzog Ulrich den Güstrower Taufstein. Der Dobbertiner Taufstein kann als Vorbild für den Güstrower mit freitragender Herme und Karyation angesehen werden. Das Taufbecken in Woosten nimmt die Form des Güstrower Beckens auf, besitzt aber keinen massiven Fuß mehr, wird dafür von vier Trägerputti gehalten. Auffallend in Woosten die fast zerbrechlich wirkende Form des sandsteinernen Taufbeckens.
Der Stifter Elar von Grabow und Entstehungsjahr 1612 sind in der Umschrift im oberen Rand des Taufbeckens überkommen: „GESETZT ANNO 1612 DEN 8. JANUARI ELAR GRABOW S. DOROTHEA V. STRALENDORFF MARC. I 10 LASSET DIE KINDLEIN ZU MIR KOMMEN UND WEHRET IHNEN NICHT DEN SOLCHER IST DAS REICH GOTTES“.

#### Grabplatte
Am nördlichen Triumphbogen im Kirchenschiff steht die über zwei Meter hohe Grabplatte aus Sandstein mit Rahmung und Wappenschmuck aus Bronze für Elar von Grabow. Nach der Kirchenvisitation von 1591 hatte Elar von Grabow auf Woosten auch acht Hufen auf Lütten Poserin.
Die Inschrift lautet: „ANNO 1607 DEN 16 OCTOBRIS IST DER EDLE | GESTRENGE VND EHRENTVESTE ELAR GRABOW AVFF WVSTEN ERBSESSEN IN GOTT DEM HERRN SELICHLICH | ENTSCHLAFFEN VND DEN 12. NOVEMBRIS VNTER DIESEM STEIN CHRISTLICH VND EHRLICH ZV DER ERDEN BESTETIGETT WORDEN SINES ALTERS IM 75. JHARE“. An den vier Ecken jeweils vier Wappen im Rundbild, links oben das „DER STRAHLENDORFFER“, rechts oben das „DER GRABOWEN“, links unten das „DE VAN DER LUE“, rechts unten das „DER OLDENBORGER“. In der Mitte der Grabplatte die größeren Wappen der Familien von Grabow und von Strahlendorf.

#### Orgel
Für die Anschaffung einer Orgel sammelte die Kirchgemeinde bis Februar 1858 schon 122 Taler und 16 Schillinge. Auf Bitten des Pastors Zander gab der Großherzog Friedrich Franz II. noch 277 Taler und 32 Schillinge dazu.
Die Orgel wurde 1859 durch den Wittstocker Orgelbauer Friedrich Hermann Lütkemüller gebaut und befindet sich auf der 1618 im Renaissancestil mit Flachschnitzerei errichteten Westempore. Es ist ein neugotischer Serienprospekt mit fünf Pfeifenfeldern und rechtsseitigem Spieltisch.
1917 wurden 35 Prospektpfeifen zu Kriegszwecken ausgebaut und 1920 durch den Schweriner Orgelbauer Marcus Runge wieder eingesetzt und dabei Octave 2′ gegen Aeoline 8′ ausgetauscht. 1958 erfolgte eine Generalreparatur der Orgel, die letzte Reparatur und Reinigung dann 1980. Die Gothaer Firma Rudolph Böhm machte die Orgel 1966 elektrisch bespielbar. 2015 erfolgte eine umfangreiche Restaurierung durch die Rostocker Firma Historische Tasteninstrumente Johann Gottfried Schmidt. Dabei wurde die Aeoline 8′ wieder gegen die Octave 2′ ausgetauscht.
Die einmanualige Orgel mit Pedal hat folgende Disposition:

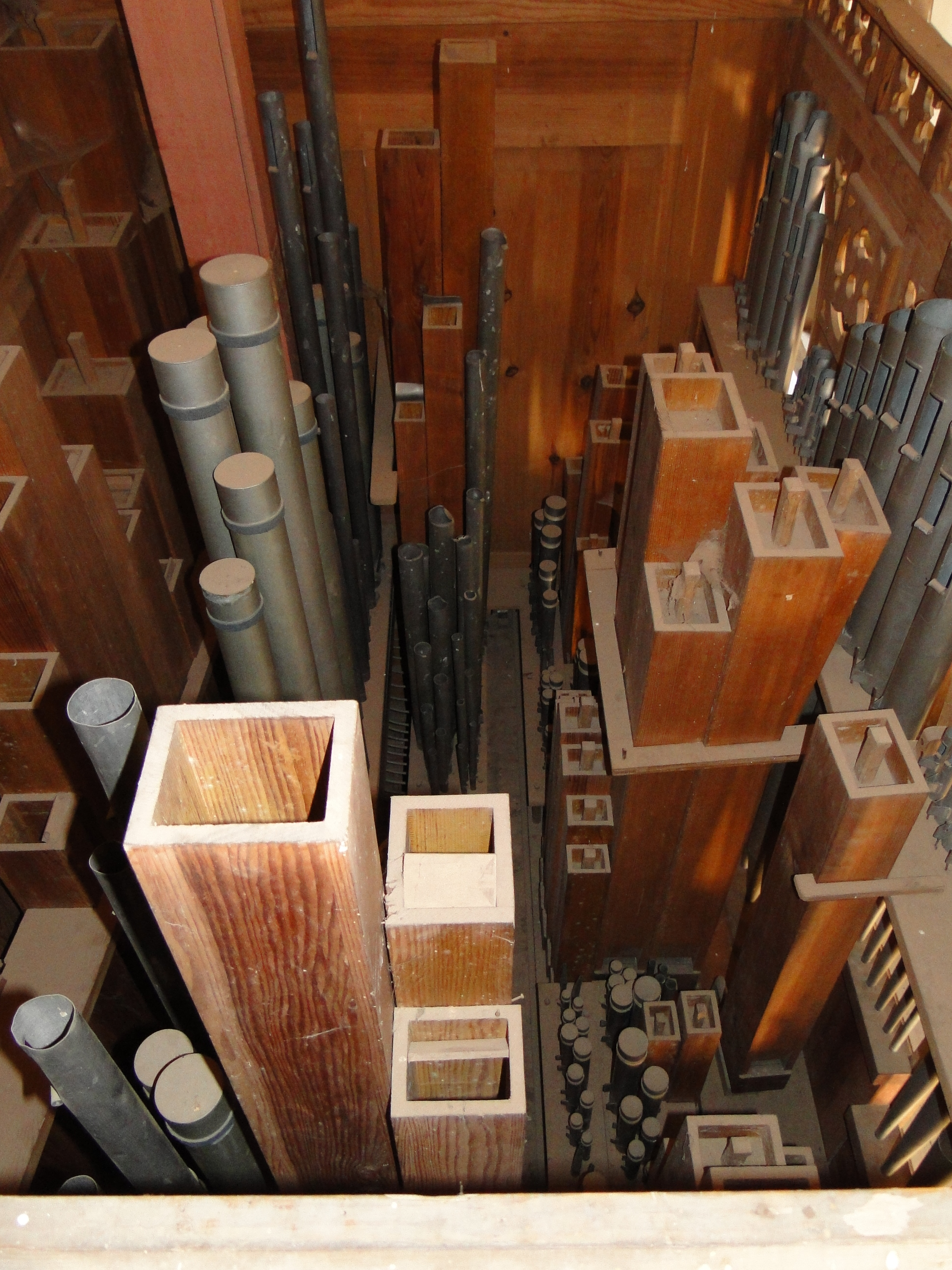
Orgel, Holzpfeifen (2013)

| Manual C–d3 |    |
| Principal   | 8′ |
| Salicional  | 8′ |
| Gedackt     | 8′ |
| Praestant   | 4′ |
| Flöte       | 4′ |
| Octave      | 2′ |

| Pedal C–c1 |     |
| Subbaß     | 16′ |

Anmerkung:
1. ↑  C–H aus Principal 8′

#### Buntglasfenster
In den Mittelbahnen der dreibahnigen Spitzbogenfenster befinden sich jeweils unter dem Bogenabschluss Kleeblattkreuze in einem Strahlenkranz. In den Bogenbereichen der Seitenbahnen sind aus geätzten und aus geschliffenen Überfanggläsern gebildete Vierpässe, in den Zwickeln Viersterne zu sehen. Der Rest des Fensters besitzt eine einfache Rautenverglasung.

#### Glocken

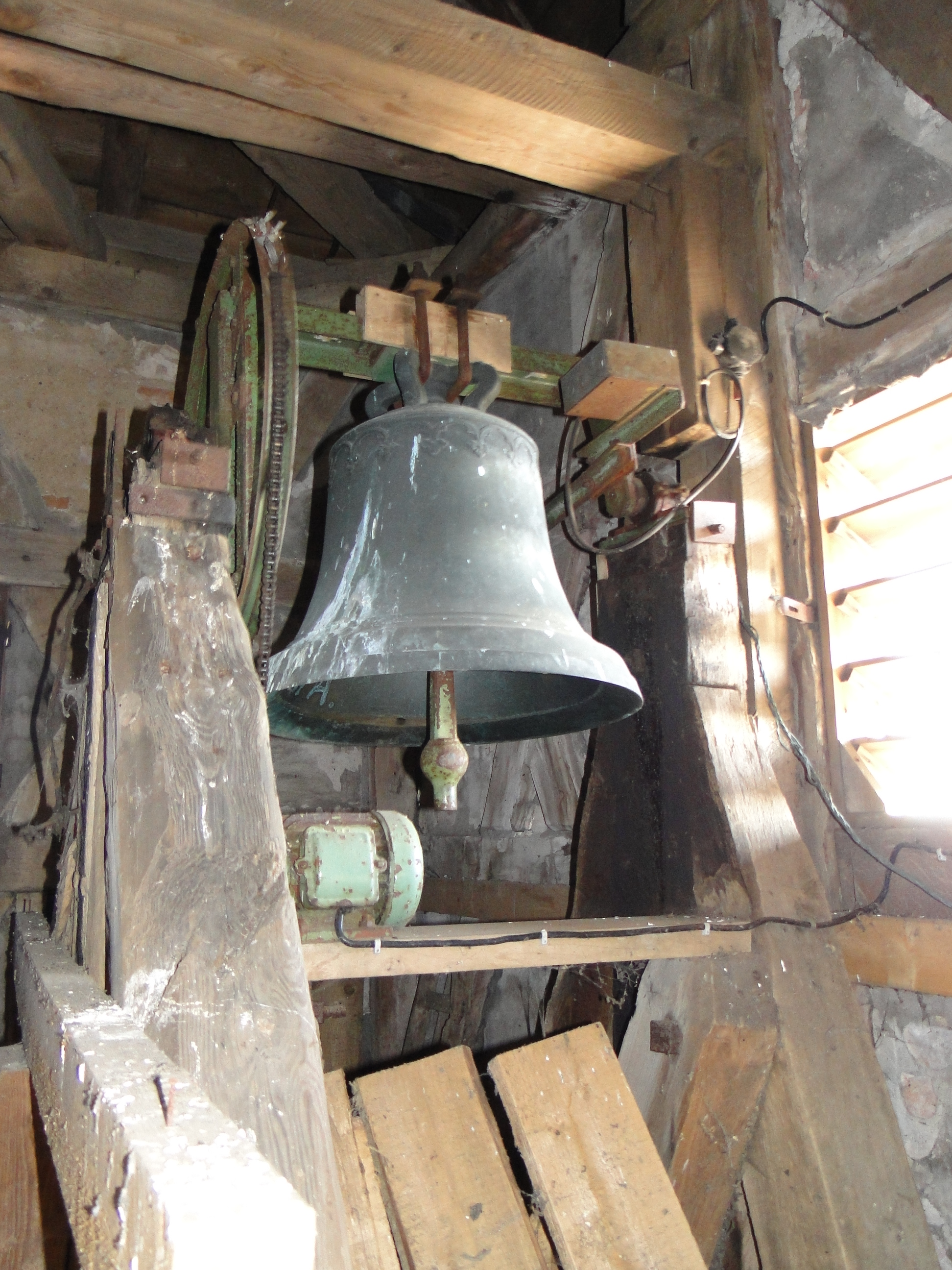
Glocke (2013)

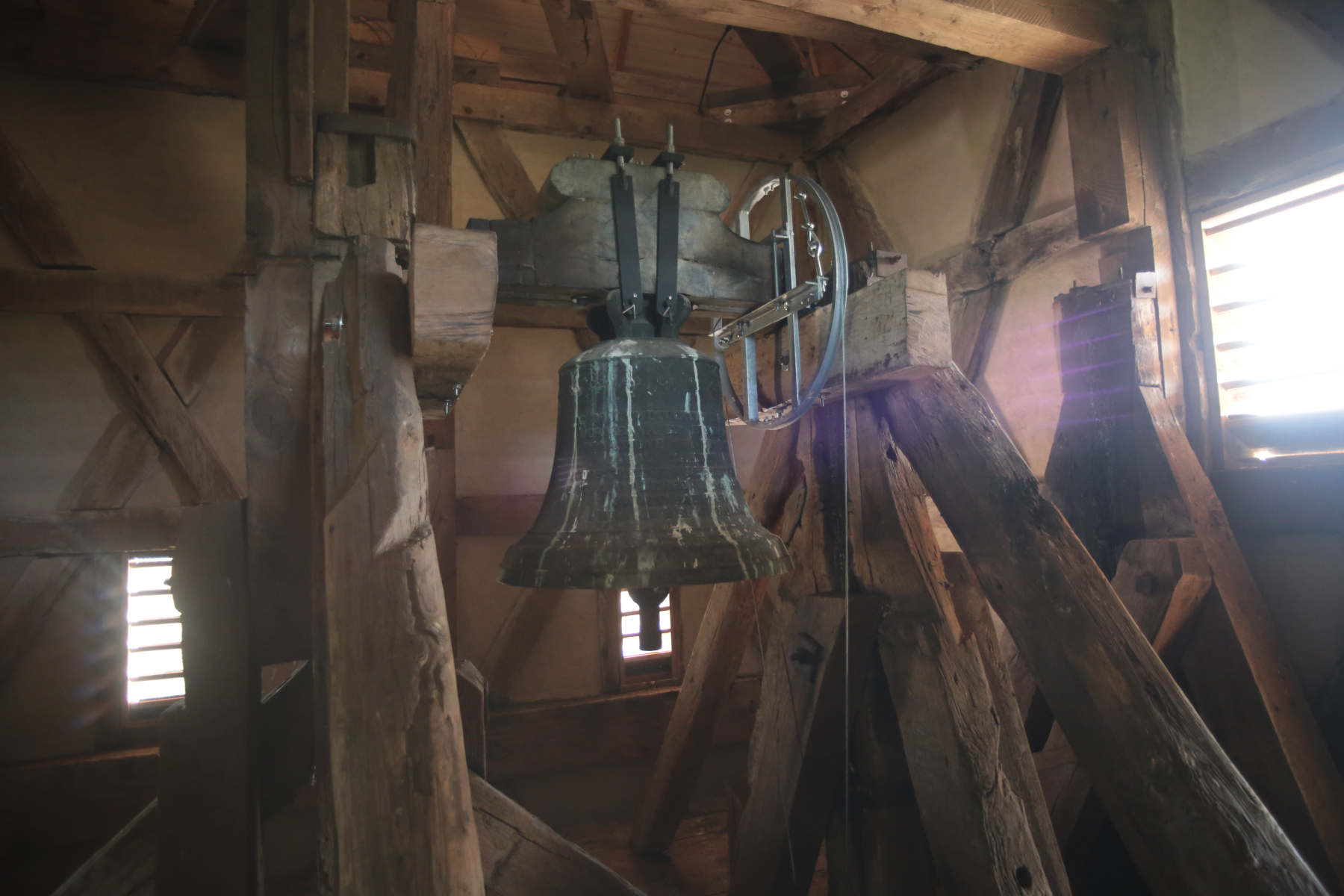
Glocke (2019)

Im Turm hingen seit der zweiten Hälfte des 17. Jahrhunderts im Zweifelder-Glockenstuhl zwei Bronzeglocken, die 1838 in Rostock umgegossen wurden. Die Inschrift lautet: „UMGEGOSSEN IM JAHRE 1838 BEY F. E. HAACK IN ROSTOCK IN GLORIAM DEI“. Die größere Glocke wurde 1917 zu Kriegszwecken abgeliefert, 1937 wieder ersetzt und 1942 wiederum eingeschmolzen. Heute hängt nur noch die kleine Glocke von 0,75 Meter Durchmesser und einem Gewicht von 194 kg im mittleren Joch im Turm, klingt auf den Ton cis und wird über eine Läuteanlage bedient.
Im Ostgiebel des Langhauses befand sich eine kleine Klingglocke als Vesperglocke mit einem pommerschen Doppeladler im Schriftkranz. Sie könnte möglicherweise aus dem 14. Jahrhundert stammen, wo Woosten zum Kloster Sonnenkamp gehörte. Sie steht heute auf der Empore.
Seit Spätsommer 2019 hängt die Betglocke wieder am ursprünglichen Platz, versehen mit einem neuen Klöppel und kann von Hand geläutet werden.

## Pastoren
Namen und Jahreszahlen bezeichnen die nachweisbare Erwähnung als Pastor.
- erwähnt 1308 Probst von Vredeberno.[37]
- erwähnt 1541 Paul Wigand.
- 1552–1557 Johann Habelmann, danach Techentin.
- erwähnt 1568 Johann Dabberzin.
- erwähnt 1574 Peter Warten/Petrus von der Warten, vorher in Unter Brütz.
- 1585–1629 Johann Sehusen.
- 1630–1679 Christian Honert. (Honertus)
- 1680–1709 Heinrich Honert. (Henricus Honertus)
- 1710–1717 Cajus Lorentzen.
- 1718–1750 Christian Georg Wendt, 1753–1770 Präpositus.
- 1750–1772 Ehren(t)reich Joachim Krauel.
- 1773–1792 Heinrich Hane.
- 1792–1805 Carl Conradi.
- 1805–1827 Andreas David Heinrich Fredenhageen.
- 1828–1872 Carl Johann Christoph Zander, 1846–1872 Präpositus, 1856 Vertretung in Dobbertin, sprach nur plattdeutsch.[38][39]
- 1872–1892 Johann Friedrich Adolph Eckhardt, 1864 Lehrer an der Höheren Töchterschule in Schwerin.[40]
- 1893–1912 Carl Ernst Theodor Sothmann, 1884 Lehrer an der Bürgertöchterschule in Schwerin.[41]
- 1912–1927 Johannes Christian Conrad Adolf Schliemann, 1897 Rektor in Warin.[42]
- 1927–1938 von Brütz verwaltet.
- 1928–1931 Hermann Wilhelm Schilbe, 1903 Rektor in Neustadt, 1907 Pastor in Brüz.[43]
- 1931–1934 Gottfried Holtz (auch Pastor in Brüz)
- 1936–1945 Gerhard Ernst Bosinski, Vikar, nach 1945 Domprediger in Güstrow.[44]
- 1945–1955 von Goldberg aus verwaltet, ab Dezember 1948 durch Curt Buchholz betreut.
- 1951–0000 Karl Wurster, 1948 Landesjugendwart in Mecklenburg.[45]
- 1952–1953 Günther Bahr.
- 1955–Wolfgang Schmidt.
- 1965–Egon Wulf.
- 1998 aktuell Christian Banek.

## Heutige Kirchengemeinde
Die Kirchengemeinde Woosten gehört zur Propstei Parchim im Kirchenkreis Mecklenburg der Nordkirche. Sie betreut und verwaltet seit 1955 Groß Poserin und ist seit 1979 mit Brüz verbunden. Woosten ist mit Groß Poserin seit dem 1. April 1999 und mit Brüz seit 2007 vereinigt. 2004 verband sich die Kirchengemeinde Woosten mit der Kirchengemeinde Kuppentin. Am 1. Oktober 2015 kam es zur Vereinigung mit der Kirchengemeinde Kuppentin zur Kirchengemeinde Woosten-Kuppentin.

### Gedruckte Quellen
Mecklenburgisches Urkundenbuch (MUB)

### Ungedruckte Quellen
Landeshauptarchiv Schwerin (LHAS)
- LHAS 1.5-4/3 Urkunden Kloster Dobbertin. Regesten.
- LHAS 2.22-10/18 Domanialamt Lübz.
- LHAS 5.12-7/1 Mecklenburg-Schwerinsche Ministerium für Kunst, geistliche und Medizinalangelegenheiten. Nr. 4635, 4636 Küsterei und Pfarre zu Woosten 1791–1887.
- LHAS 9.1-1 Reichskammergericht, Prozeßakten (1495–1806) Nr. 41 Woosten, Kirche und See, 1492.

Landeskirchliches Archiv Schwerin (LKAS)
- LKAS, OKR Schwerin, Specialia, Abt. 2. Goldberg, Woosten.
- LKAS, OKR Schwerin, Specialia, Abt. 4. Woosten, Nr. 30 Reparatur der Kirche zu Woosten und Untersuchung des Vermögens der dortigen Kirche 1781–1841.
- LKAS, OKR Schwerin, Personalia und Examina.

Landesamt für Kultur und Denkmalpflege Mecklenburg-Vorpommern (LAKD)
- Abt. Denkmalpflege, Archiv, Akte Kirche Woosten, 1959–2003.